# G.I. Blues (álbum)
G.I. Blues es el undécimo álbum de estudio del músico y cantante estadounidense Elvis Presley, publicado por la compañía discográfica RCA Victor en abril de 1960. Las canciones del álbum fueron grabadas los días 27, 28 de abril y 6 de mayo de 1960 en los RCA Studio B y Radio Recorders en Hollywood. El álbum alcanzó el primer puesto en la lista estadounidense Billboard 200 y fue certificado como disco de platino por la RIAA en 1992.

## Contenido
La música de G.I. Blues incluyó canciones que aparecieron en la película homónima. La canción "Wooden Heart" fue publicada como sencillo en el Reino Unido, donde fue número uno durante seis semanas. En los Estados Unidos, Joe Dowell grabó una versión de "Wooden Heart" que alcanzó el primer puesto en la lista Billboard Hot 100. RCA publicó también "Wooden Heart" como un sencillo en dos ocasiones, una en 1964 como cara B de una reedición de "Blue Christmas", y nuevamente como cara B de "Puppet On a String", de la película Girl Happy. Cuatro canciones del álbum aparecieron en el recopilatorio de 1995 Command Performances: The Essential 60s Masters II: "G.I. Blues," "Wooden Heart," "Shoppin' Around" y "Doin' the Best I Can."
Debido a razones de derechos de autor, la versión europea de la banda sonora sustituyó la canción inicial, "Tonight Is So Right for Love", por el tema "Tonight's All Right for Love", adaptado de una melodía del vals de Johann Strauss II. La melodía de "Tonight's Is So Right for Love", por su parte, tiene una melodía extraída de una barcarola compuesta por Jacques Offenbach, contemporáneo de Strauss. La publicación americana de "Tonight's All Right for Love" no se produjo hasta la aparición del recopilatorio Elvis: A Legendary Performer Volume 1 en 1974. La versión de "Blue Suede Shoes" usada en la banda sonora, por su parte, es una nueva grabación de la canción que Presley interpretó por primera vez en 1956, y fue una de las pocas canciones que el músico regrabó en el estudio durante su carrera, con otras como "Love Letters" y "A Little Less  Conversation".
La banda sonora de G.I. Blues fue nominada a dos Grammy en las categorías de mejor álbum de banda sonora o grabación original para película o televisión y mejor interpretación vocal masculina.
En abril de 1997, RCA remasterizó y reeditó el álbum en disco compacto, añadiendo ocho tomas descartadas de las sesiones de grabación como temas extra. Dos canciones, una versión acústica de "Big Boots" y "Tonight's All Right for Love", eran previamente inéditas.

## Lista de canciones
| Cara A |                                |                                                         |          |  |
| N.º    | Título                         | Escritor(es)                                            | Duración |  |
| 1.     | «Tonight Is So Right for Love» | Abner Silver, Sid Wayne                                 | 2:14     |  |
| 2.     | «What's She Really Like»       | Abner Silver, Sid Wayne                                 | 2:17     |  |
| 3.     | «Frankfort Special»            | Sid Wayne, Sherman Edwards                              | 2:58     |  |
| 4.     | «Wooden Heart»                 | Ben Weisman, Fred Wise, Kathleen Twomey, Bert Kaempfert | 2:03     |  |
| 5.     | «G.I. Blues»                   | Sid Tepper, Roy C. Bennett                              | 2:36     |  |

| Cara B |                         |                                             |          |  |
| N.º    | Título                  | Escritor(es)                                | Duración |  |
| 1.     | «Pocketful of Rainbows» | Ben Weisman, Fred Wise                      | 2:35     |  |
| 2.     | «Shoppin' Around»       | Aaron Schroeder, Sid Tepper, Roy C. Bennett | 2:24     |  |
| 3.     | «Big Boots»             | Sid Wayne, Sherman Edwards                  | 1:31     |  |
| 4.     | «Didja' Ever»           | Sid Wayne and Sherman Edwards               | 2:36     |  |
| 5.     | «Blue Suede Shoes»      | Carl Perkins                                | 2:07     |  |
| 6.     | «Doin' the Best I Can»  | Doc Pomus, Mort Shuman                      | 3:10     |  |

| Temas extra (reedición de 1997) |                                   |                                             |          |  |
| N.º                             | Título                            | Escritor(es)                                | Duración |  |
| 12.                             | «Tonight's All Right For Love»    | Sid Wayne, Abner Silver, Johann Strauss II  | 1:21     |  |
| 13.                             | «Big Boots» (fast version)        | Sid Wayne, Sherman Edwards                  | 1:14     |  |
| 14.                             | «Shoppin' Around» (Toma 11)       | Aaron Schroeder, Sid Tepper, Roy C. Bennett | 2:15     |  |
| 15.                             | «Frankfort Special» (Toma 2)      | Sid Wayne, Sherman Edwards                  | 2:25     |  |
| 16.                             | «Pocketful of Rainbows» (Toma 2)  | Ben Weisman and Fred Wise                   | 2:47     |  |
| 17.                             | «Didja' Ever» (Toma 1)            | Sid Wayne and Sherman Edwards               | 2:42     |  |
| 18.                             | «Big Boots» (Versión acústica)    | Sid Wayne and Sherman Edwards               | 0:58     |  |
| 19.                             | «What's She Really Like» (Toma 7) | Abner Silver, Sid Wayne                     | 2:24     |  |
| 20.                             | «Doin' the Best I Can» (Toma 9)   | Doc Pomus and Mort Shuman                   | 3:17     |  |

## Personal
- Elvis Presley: voz y guitarra acústica
- The Jordanaires: coros
- Scotty Moore: guitarra eléctrica
- Tiny Timbrell: guitarra acústica
- Neal Matthews, Jr.: bajo
- Pete Drake: pedal steel guitar
- Jimmie Haskell: acordeón
- Hoyt Hawkins: pandereta
- Dudley Brooks: piano
- Ray Siegel: contrabajo
- D.J. Fontana, Frank Bode, Bernie Mattinson: batería

## Posición en listas
| País           | Lista           | Posición |
| -------------- | --------------- | -------- |
| Estados Unidos | Billboard 200   | 1        |
| Reino Unido    | UK Albums Chart | 1        |